# Wilhelm Raabe
Wilhelm Raabe, álnéven: Jakob Corvinus (Eschershausen, 1831. szeptember 8. – Braunschweig, 1910. november 15.) német író, a realizmus egyik fontos képviselője.

## Élete
Wilhelm Raabe Eschershausenben született, apja Gustav Karl Maximilian Raabe köztisztviselő, anyja Auguste Johanne Frederike Jeep volt. Az apa halála után a fiatal anya három gyermekével Wolfenbüttelbe költözött viszonylag jómódú rokonaihoz. Raabe itt félbehagyta az iskolát, de 1853-ban a magdeburgi könyvkereskedői tanonckodással is felhagyott és hiábavalóan próbálkozott az érettségivel. Nagypolgári származása miatt azonban érettségi nélkül is lehetősége volt egyetemre járni. Berlinben irodalom szakra iratkozott be, ebben az időszakban keletkezett írói álnéven (Jacob Corvinus) publikált első regénye, "Die Chronik der Sperlingsgasse" (A Sperlingutca krónikája), amely saját megítélése szerint legsikerültebb műve és az ebből származó bevételt tekintve is ez volt a legsikeresebb könyve.
1862. július 24-én Wilhelm Raabe feleségül vette Berta Emilie Wilhelmine Leistét, a wolfenbütteli ügyész, Christoph Ludwig Leiste lányát. Négy leányuk született Margarethe (Stuttgart, 1863. szeptember 17., Wolfenbüttel, 1947. március 17), Elisabeth (Stuttgart, 1868), Klara (Braunschweig, 1872) és Gertrud (Braunschweig, 1876).
Írói tevékenységének majdnem ötven éve alatt Raabe nem kevesebb mint 86 regényt, elbeszélést, kisregényt írt. Emellett származik tőle néhány vers is. Hozzá kell tenni azonban, hogy mivel Raabe kizárólag az írásból élt és ebből tartotta el családját, kénytelen volt ennyit produkálni. Az első regényének sikerét az azt követő írásaival nem sikerült megismételni, persze ez nem minősíti írói kvalitásait, továbbra is sokan olvasták. 1890-es években könyveit újra felfedezték és néhány kitüntetést is kapott, holott saját magát már "halott írónak " tartotta, élete utolsó nyolc évében pedig már gyakorlatilag semmit sem írt, inkább kiterjedt utazásokra vállalkozott.

## Munkássága
Raabe epikus művének két jellegzetessége van, amelyek a realizmus más íróitól annyira megkülönböztetik. Egyrészt a Schopenhauer befolyásának betudható mély pesszimizmus, másrészt a humoros, ironikus megközelítés. Ez az ironikus pesszimizmus, gúnyolódó humor leginkább első elbeszéléseiben érződik különösen (Aus der Chronik der Speerlinggasse, 1857) életképek, anekdoták a berlini kispolgárság hétköznapjaiból illetve "Leute aus dem Walde" (Erdei emberek, 1862).
Raabe megrajzolja a morális elzüllést, az intrika, árulás és pénzhajhászat általános eluralkodását. Ez elbeszéléseiben nem csak a személyes kapcsolatokra volt jellemző, hanem a társadalomra is összességében. Regényeiben Raabe az ún. auktoriális elbeszélésmódot részesíti előnyben, tehát egy mindentudó mesélő szemszögét. Néhány esetben azonban éppen ezzel ellenkező módon történeteinek alakjait ruházza föl ezzel a mindentudó szereppel. (pl. Abu Telfan vagy Die Heimkehr vom Mondgebriirge, 1868) Raabe tudatosan játszik az olvasó asszociációival, műveinek címeivel hamis várakozásokat kelt. Későbbi történeteiben Raabe az új német császárság koloniális expanziójának krónikásává vált.

## Fontosabb művei
- Die Chronik der Sperlingsgasse (Berlin-regény), 1856
- Grohe Hollfeld, 1867
- Ein Frühling, 1857
- Die alte Universität, 1858
- Die Kinder von Finkenrode, 1859
- Die schwarze Galeere, Der heilige Born, Nach dem grossen Kriege, 1861
- Unseres Herrgotts Kanzlei, Verworrenes Leben, 1862
- Die Leute aus dem Walde, Holunderblüte, 1863
- Der Hungerpastor, Roman, 1864
- Drei Federn, 1865
- Die Gänse von Bützow, 1866
- Abu Telfan oder Die Heimkehr vom Mondgebirge, 1867
- Der Regenbogen (7 elbeszélés), 1869
- Der Schüdderump, 1870
- Der Dräumling. In: Deutsche Romanzeitung 1872; Berlin: Otto Janke 1872; Mit Dokumenten zur Schillerfeer 1859, szerkesztette Anneliese Klingenberg. Berlin/DDR és Weimar 1984.
- Deutscher Mondschein (4 elbeszélés), Christoph Pechlin, 1873
- Meister Autor oder die Geschichten vom versunkenen Garten, Höxter und Corvey, 1874
- Horacker, 1876
- Alte Nester, Wunnigel, 1879
- Deutscher Adel, 1880
- Das Horn von Wanza, 1881
- Fabian und Sebastian, 1882
- Prinzessin Fisch, 1883
- Villa Schönow, Pfisters Mühle, Zum wilden Mann, 1884
- Unruhige Gäste, 1885
- Im alten Eisen, 1887
- Das Odfeld, 1888
- Der Lar, 1889
- Stopfkuchen. Eine See- und Mordgeschichte, 1891
- Gutmanns Reisen, 1892
- Kloster Lugau, 1894
- Die Akten des Vogelsangs, 1896
- Hastenbeck, 1899
- Altershausen (töredék), 1902 (1911-ben publikálva)
- Sämtliche Werke. Braunschweiger Ausgabe, 20 kötet, 5 kieg. kötet, szerkesztette Karl Hoppe (é.s.m), Vandenhoeck & Ruprecht, Göttingen, 1966–1994